# Marisora magnacornae
Espèce
Statut de conservation UICN

 DD  : Données insuffisantes
Marisora magnacornae est une espèce de sauriens de la famille des Scincidae.

## Répartition
Cette espèce est endémique de la Grande île du Maïs au Nicaragua. Elle se rencontre jusqu'à 110 m d'altitude.

## Étymologie
Cette espèce est nommée en référence au lieu de sa découverte : la Grande île du Maïs, en effet le terme magna vient du latin magnus, grand, et cornae fait référence au nom anglais de l'île : Great Corn Island.

## Publication originale
- Hedges & Conn, 2012 : A new skink fauna from Caribbean islands (Squamata, Mabuyidae, Mabuyinae). Zootaxa, no 3288, p. 1–244 (texte intégral).